# Étienne Becker
Étienne Becker (Parijs, 1 mei 1936 - Parijs, 11 december 1995) was een Frans cameraman.
Étienne Becker was de zoon van cineast Jacques Becker en de jongere broer van cineast Jean Becker.
Becker begon zijn carrière als cameraregisseur van documentaires. Zo werkte hij onder meer voor William Klein, Joris Ivens en vooral Louis Malle. 
Tijdens zijn relatief korte carrière van twintig jaar bracht hij films in beeld van onder meer Robert Enrico (2 films), Pierre Granier-Deferre (2 films), zijn broer Jean Becker (2 films), Marco Ferreri, Alain Corneau, Claude Berri en Francis Veber. 
Hij overleed in 1995 op 59-jarige leeftijd.

## Filmografie (selectie)
- 1963 - Le Joli mai (Chris Marker en Pierre Lhomme) (documentaire)
- 1964 - Le Dernier Verre (Mario Ruspoli) (documentaire korte film)
- 1964 - Cassius le grand (William Klein) (documentaire korte film)
- 1966 - Voilà l'ordre (Jacques Baratier) (middellange film)
- 1966 - Rotterdam-Europoort (Joris Ivens) (documentaire korte film)
- 1966 - Chappaqua (Conrad Rooks)
- 1967 - Le Désordre à vingt ans (Jacques Baratier) (documentaire)
- 1969 - L'Amour fou (Jacques Rivette)
- 1969 - Calcutta (Louis Malle) (documentaire)
- 1970 - Dernier domicile connu (José Giovanni)
- 1970 - La Maison (Gérard Brach)
- 1971 - Le Bateau sur l'herbe (Gérard Brach)
- 1974 - Humain, trop humain (Louis Malle en René Vautier) (documentaire)
- 1974 - Touche pas à la femme blanche! (Marco Ferreri)
- 1974 - Place de la République (Louis Malle) (documentaire)
- 1974 - Le Secret (Robert Enrico)
- 1975 - Le Vieux Fusil (Robert Enrico)
- 1976 - Police Python 357 (Alain Corneau)
- 1976 - La Spirale (Armand Mattelart, Valérie Mayoux en Jacqueline Meppiel) (documentaire)
- 1976 - Le Jouet (Francis Veber)
- 1978 - Vas-y maman (Nicole de Buron)
- 1979 - Les Chiens (Alain Jessua)
- 1980 - Je vous aime (Claude Berri)
- 1981 - Une étrange affaire (Pierre Granier-Deferre)
- 1982 - Que les gros salaires lèvent le doigt! (Denys Granier-Deferre)
- 1983 - L'Été meurtrier (Jean Becker)
- 1983 - L'Ami de Vincent (Pierre Granier-Deferre)
- 1995 - Élisa (Jean Becker)

## Nominaties
- 1976 - Le Vieux Fusil : César voor beste cinematografie
- 1977 - Le Jouet : César voor beste cinematografie

- Biblioteca Nacional de España: XX1174479
- Bibliothèque nationale de France: cb13930622q (data)
- Gemeinsame Normdatei: 140843167
- International Standard Name Identifier: 0000 0001 1454 6491
- Library of Congress Control Number: no2007065283
- Nationale Bibliotheek van Tsjechië: xx0170333
- Nationale Bibliotheek van Israël: 987007398080705171
- Système universitaire de documentation: 060405899
- Virtual International Authority File: 107822300
- WorldCat: E39PBJwxHqb3kM4XCYc4G4wDMP